# Yvré-le-Pôlin
Yvré-le-Pôlin település Franciaországban, Sarthe megyében. Lakosainak száma 1734 fő (2022. január 1.). Yvré-le-Pôlin Guécélard, Cérans-Foulletourte, Château-l’Hermitage, Moncé-en-Belin, Oizé, Parigné-le-Pôlin, Requeil, Saint-Ouen-en-Belin és Laigné-Saint-Gervais községekkel határos.

## Népesség
A település népessége az elmúlt években az alábbi módon változott:
| Lakosok száma | 1793 | 1761 | 1786 | 1768 | 1774 | 1766 | 1759 | 1751 | 1734 |
|               | 2013 | 2015 | 2016 | 2017 | 2018 | 2019 | 2020 | 2021 | 2022 |